# Lucala
Lucala é uma cidade e município da província do Cuanza Norte, em Angola.
Tem 1 718 km² e cerca de 42 mil habitantes. É limitado a norte pelos municípios de Gonguembo e Banga, a leste pelo município de Samba Caju, a sul pelo município de Cacuso, e a oeste pelos municípios de Cazengo Golungo Alto.
O município é constituído pela comuna-sede, correspondente à cidade de Lucala, e pela comuna de Quiangombe.

## Etimologia
O nome "Lucala" foi dado em virtude do grande referencial geográfico do município e da região, o rio Lucala.

## Cultura e lazer
Algumas das principais áreas de interesse da vila são as quedas do rio Lucala, a Pedreira de Lucala outrora pertencente à extinta empresa mineira Ferro Brita, onde foi extraída uma grande parte das pedras do Caminho de Ferro de Luanda.

## Infraestrutura
Nesta localidade está uma das mais importantes estações do Caminho de Ferro de Luanda, que a liga a Malanje e à capital nacional, onde fica o porto de Luanda.